# Jennifer Sey
Jennifer Sey (23 februari 1969) is een Amerikaans schrijfster, producent en voormalig turnster. Ze begon op haar zesde met gymnastiek in competitieverband en in 1986 werd ze Nationaal Turnkampioene. Bij haar deelname aan de Wereldkampioenschappen turnen in 1985 raakte ze ernstig geblesseerd bij een oefening aan de brug met ongelijke leggers waarbij ze haar bovenbeen brak. Door dit zware turnongeval is het nu bij de brug met ongelijke leggers toegestaan dat de trainer tijdens de oefening op de turnvloer mag blijven staan om de turnster, indien nodig, op te kunnen vangen. Dit was tot voor die tijd niet toegestaan.
Na een reeks van enkelblessures en de strijd met een eetstoornis besloot ze te stoppen met de turnsport. Een aantal jaren later studeerde ze af aan de Universiteit van Stanford en ging werken voor de kledingfabrikant Levi Strauss. Ze schreef en produceerde ook twee korte films. Ze woont tegenwoordig in San Francisco met haar twee zonen uit een eerder huwelijk en kreeg in 2014 een baby met haar vriend.
In 2008 verscheen haar boek "Chalked Up: Inside Elite Gymnastics' Merciless Coaching, Overzealous Parents, Eating Disorders, and Elusive Olympic Dreams.". Een boek over haar ervaringen als topturnster. Het boek, dat door velen als "controversieel" werd betiteld, geeft een gedetailleerd beeld van haar carrière als elite-turnster, inclusief haar trainingen bij het Parkettes National Gymnastisch Training Center in Allentown, Pennsylvania.